# گیگانتا
گیگانتا (به انگلیسی: Giganta) با نام اصلی دکتر دوریس زیل، یک شخصیت خیالی ابرشرور در کتاب‌های کامیک آمریکایی منتشر شده توسط دی‌سی کامیکس است که اغلب به عنوان دشمن شخصیت ابرقهرمان زن شگفت‌انگیز به شمار می‌رود. گیگانتا دارای توانایی ابرانسانی برای افزایش اندازه فیزیکی و جرم خود است، که در نتیجه آن تبدیل به ماده-غولی عظیم‌الجثه می‌شود. اولین حضور او در شمارهٔ ۹ نخستین جلد مجموعه زن شگفت‌انگیز (تابستان ۱۹۴۴)، نوشتهٔ ویلیام مولتن مارستون، خالق شخصیت زن شگفت‌انگیز و طراح هری جورج پیتر بود.

## توانایی‌ها و قدرت‌ها
گیگانتا قادر به افزایش اندازهٔ خود از یک انسان معمولی به قدی معادل صد پا در کسری از ثانیه است. زمانی که گیگانتا بزرگ می‌شود، قدرت و پایداری او به سطحی ابرانسانی افزایش پیدا می‌کند. اگرچه هنگامی که به اندازهٔ یک انسان معمولی است، قدرت و پایداری او در سطح ابرانسانی نیست، اما با این حال به دلیل برخی آموزش‌ها در زمینهٔ مبارزات شخصی، باز هم رقیبی نیرومند محسوب می‌شود. او به عنوان یک غول حتی توان و پایداری غلبه بر زن شگفت‌انگیز را دارا می‌باشد.
به نظر می‌رسد قدرت‌های گیگانتا به شکلی جادویی به او اعطا شده است، از آنجا که بلک آلیس، قادر به قرض گرفتن و کپی از قدرت‌های وی است.
در ابتدا دکتر دوریس زیل هوش و عقل خود را در اندازه بزرگ از دست می‌داد و تبدیل به موجودی حیوانی و خشن می‌شد. اما با گذشت زمان او فراتر از محدودیت‌هایش پیش رفته و عقل خود را در هر اندازه‌ای که باشد حفظ می‌کند. او همچنین لباس ویژه‌ای به تن دارد که در زمان نیاز همراه با بدنش رشد می‌کند و باعث افزایش آسیب‌ناپذیری او می‌شود. حتی در اندازهٔ طبیعی، این لباس ضدگلوله بوده و در برابر سرما و گرمای شدید مقاوم است.